# FS E.632
Die Baureihe E.632 ist eine italienische Elektrolokomotiv-Baureihe.

## Geschichte

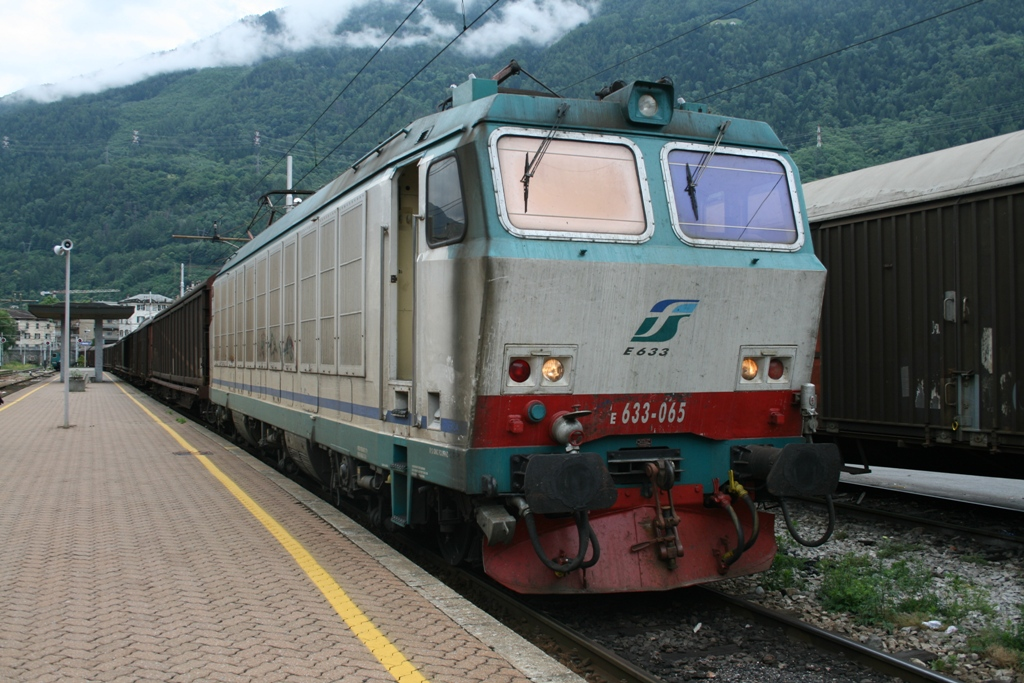
E.633.070 mit einem Güterzug

In den 1980er Jahren benötigte die italienische Staatsbahn neue Güterzuglokomotiven. Diese sollten eine Höchstgeschwindigkeit von 130 km/h haben und in der Ebene 800 Tonnen schleppen können. Bei einer Steigung von 15 Promille sollte die Lok noch eine Geschwindigkeit von 100 km/h erreichen können. Diese Anforderungen konnte die Baureihe E.633 erfüllen. Die Führerstände wurden mit modernster Technik ausgestattet. Während der Entwicklung der E.633 zeigte sich, dass sich auch der Bau einer Personenzug-Variante (besonders für schwere Wendezüge mit häufigen Halten) anbot – so entstand die E.632. Die Baureihen E.632 und E.633 unterscheiden sich nur in der unterschiedlichen Getriebeübersetzung. Deshalb weist die E.633 höhere Zugkraft auf, aber deren Höchstgeschwindigkeit ist auf 130 km/h beschränkt. Gebaut wurden fünf Vorserienloks, 66 E.632 und 147 E.633. Die letzte Bauserie der E.633 (201-240) weist einige Verbesserungen und Neuerungen auf, unter anderem ist sie mit Vielfachsteuerung ausgestattet. Aus der Reihe E.632/633 ging die Baureihe E.652 hervor, die (äußerlich beinahe identisch) eine verbesserte und stärkere Version dieser Loks darstellt. Bei einer Dauerleistung von 5.000 Kilowatt erreicht sie 160 km/h, hat aber dieselbe Zugkraft der E.633 und kann mit der Reihe E.633.200 in Vielfachsteuerung eingesetzt werden. Gebaut wurden 176 Maschinen. Alle Loks (mit Ausnahme der Vorserienloks der E.632/633) sind mit Wendezugsteuerung ausgestattet.

## Einsatz
Die E.632 kamen von Anfang an in den Ballungsgebieten Mailand und Turin im Regionalverkehr vor schweren Wendezügen zum Einsatz und verkehren dort noch heute. Die E.633 wurden im Güterverkehr, aber teilweise auch wie die E.632 im Regionalverkehr eingesetzt. Heute laufen die E.632 nur im Regionalverkehr und die E.633 bis auf wenige Ausnahmen (z. B. auf der Strecke von Messina nach Catania) nur im Güterverkehr. Die Vorserienloks sind heute ausgemustert, bis auf einige unfallbedingte Verluste sind alle Serienloks noch im Einsatz.

## Technik
Die sechsachsigen Lokomotiven mit ungeteiltem Lokkasten haben drei Einmotordrehgestelle. Die Gleichstrommotoren werden über Chopper mit Energie versorgt, die mit Fahrleitungsspannungen zwischen 2000 V und 4000 V arbeiten kann. Jeder der sechspoligen Motoren ist 5,4 t schwer und hat bei 2000 V Klemmenspannung und einer Drehzahl von 1027 min−1 eine Leistung von 1443 kW. Die Stromaufnahme beträgt dabei 750 A. Beim Anfahren kann der Strom bis auf 1100 A steigen. Die Maximaldrehzahl der Fahrmotoren beträgt 1700 min−1. Die Lokomotiven sind mit Widerstandsbremse ausgerüstet. Ein Bordnetzumrichter erzeugt ein Dreiphasenwechselstrom-Netz mit einer Spannung von 450 V und einer Frequenz von 60 Hz.